# Knínice u Boskovic
Knínice u Boskovic település Csehországban, a Blanskói járásban. Knínice u Boskovic Vážany, Pamětice, Okrouhlá, Sudice, Šebetov, Vanovice és Kořenec településekkel határos. Lakosainak száma 965 fő (2024. január 1.).

## Népesség
A település lakosságának változását az alábbi diagram mutatja:
| Lakosok száma | 972  | 950  | 947  | 843  | 823  | 779  | 889  | 903  | 937  | 965  |
|               | 1869 | 1890 | 1921 | 1950 | 1980 | 2001 | 2017 | 2019 | 2022 | 2024 |